# 西米良村営バス
西米良村営バス（にしめらそんえいバス）は、宮崎県児湯郡西米良村が西米良村営バス運行条例（平成6年12月22日条例第20号）に基づき運行しているコミュニティバスである。

## 概要
村中心部にある村所駅を中心に、村内各地に路線を運行する。また、JR九州バス日肥線の廃止代替バスとして運行開始された経緯から、県境を越えて隣の熊本県内の湯前駅に至る路線も運行している。2008年より国の補助金廃止を契機に、よりコンパクトな運営のコミュニティバスに移行した。
料金は100円刻みの区間制である。道路運送法の規定に基づく自家用自動車（白ナンバー車）を使用する自家用有償旅客運送である。
「やまびこ」の愛称が付けられている。

## 沿革
- 1994年10月20日 - JR九州バス路線の廃止に伴い、越野尾 - 仲入間、村所駅 - 大薮橋（椎葉村）間にて村営バス運行開始。

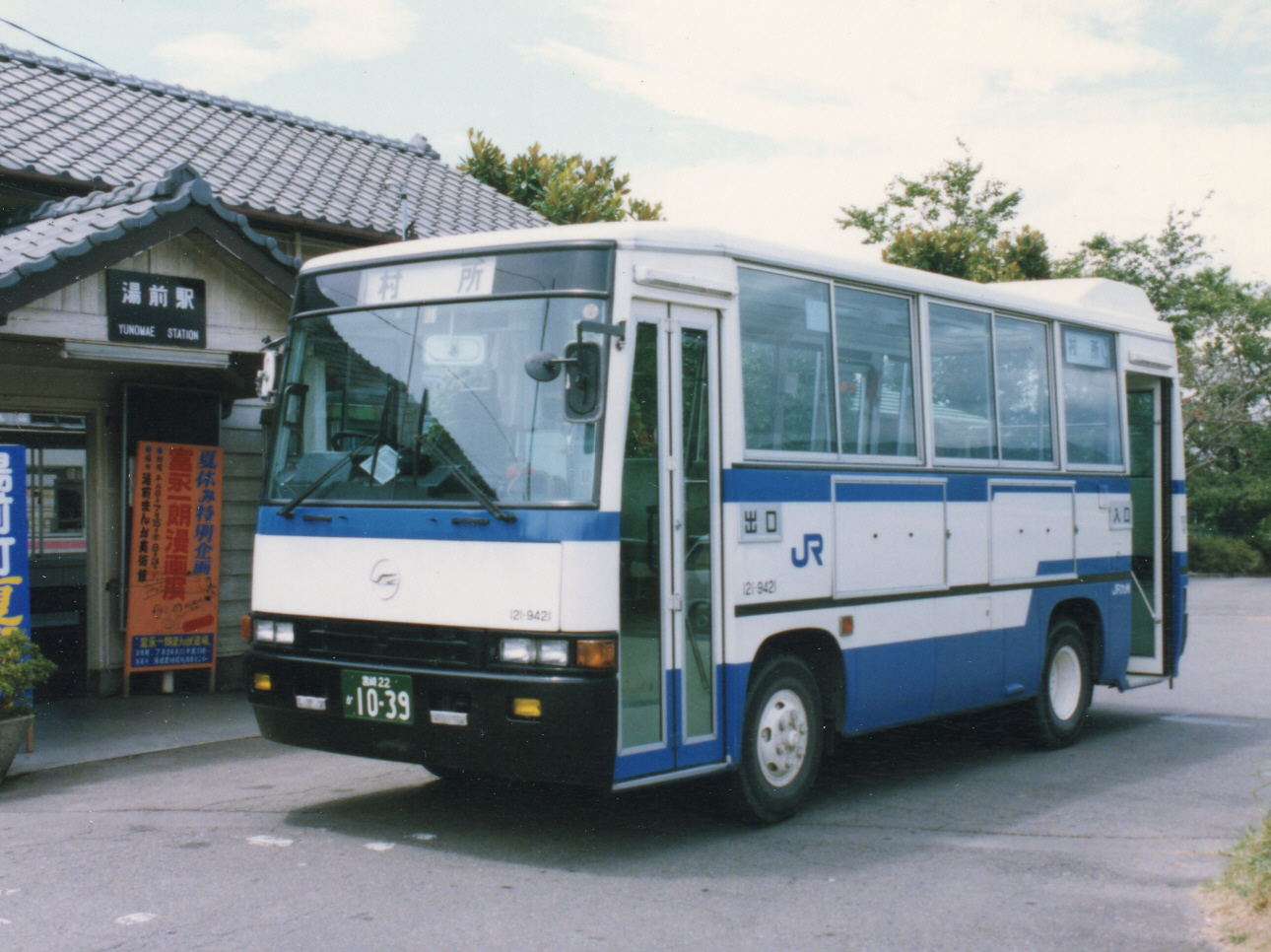
JR九州バス時代

- JR九州バス時代1996年7月17日 - JR九州バス村所駅 - 湯前駅間の廃止に伴い、村所駅 - 湯前駅間運行開始。
- 2008年10月1日 - コミュニティバスに移行。[2]
  - 15人乗り車両を新たに導入、42人乗り車両と置き換え。
  - 行地谷 - 日向折戸、山之口 - 大藪、吐の谷 - 仲入間は廃止。これにより椎葉村への乗り入れはなくなった。
  - 新たに西米良温泉ゆた～と、西米良診療所、八重地区公民館、吐合橋に乗り入れ開始。上米良線は村道ルート（元米良橋 - 一致橋、上米良橋 - 山の口橋）を新設。

## 路線（2022年12月1日改正時点）
小川線
- （村所駅 - 村所橋 - 温泉館 - 村所橋 -）村所駅 - 越野尾 - （八毛巻） - 出穴 - 網掛 - 小川車庫

湯前線

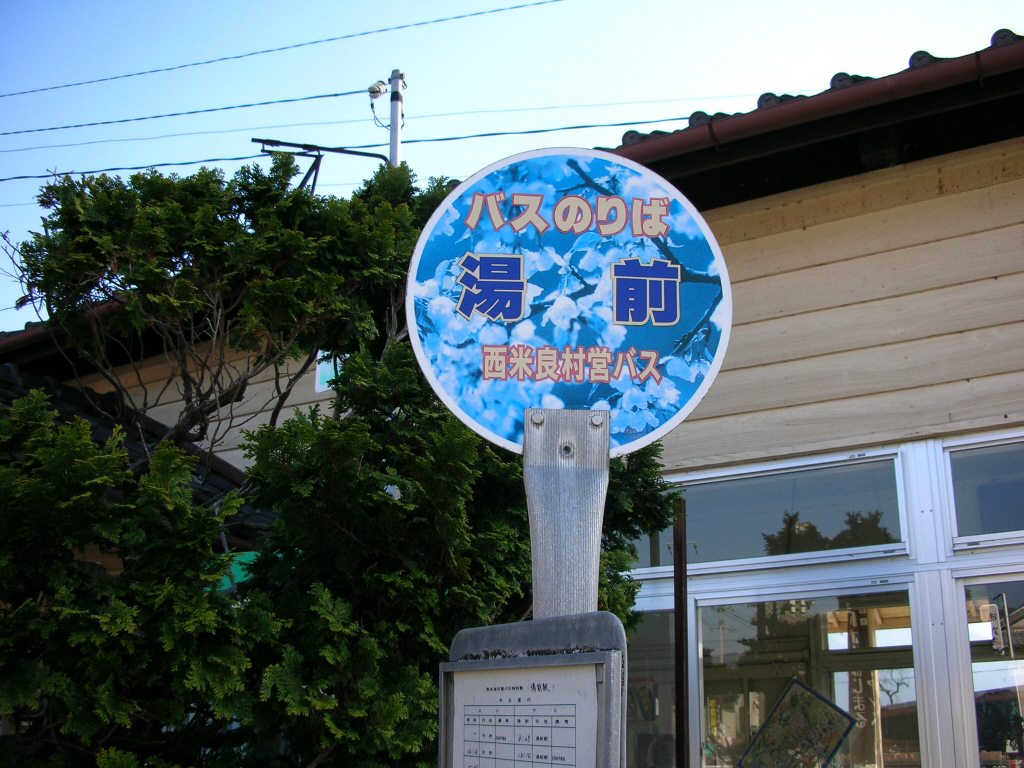
湯前バス停

- 湯前バス停村所駅 -（診療所前）- 村所橋 -（温泉館）- 深瀬 - 行地谷 -（松之本）- 吐合橋 - 荒谷 - 猪鹿倉 - 湯前駅

上米良線
- 村道経由：村所駅 -（診療所前）- 村所橋 -（温泉館 - 村所橋）- 宮之瀬 - （村道竹原線） - 荒口 - 米良の里下 - 下村 - 市房登山口 - 米良山之口
- 国道経由：村所駅 -（診療所前）- 村所橋 - 宮之瀬 - （村道竹原線） - 荒口 - 米良の里 - 槇之口 - 米良山之口

## 車両
- 15人乗り車両（トヨタ・ハイエース）2台と、29人乗り三菱ふそう・ローザ2台が使用されている[2]。

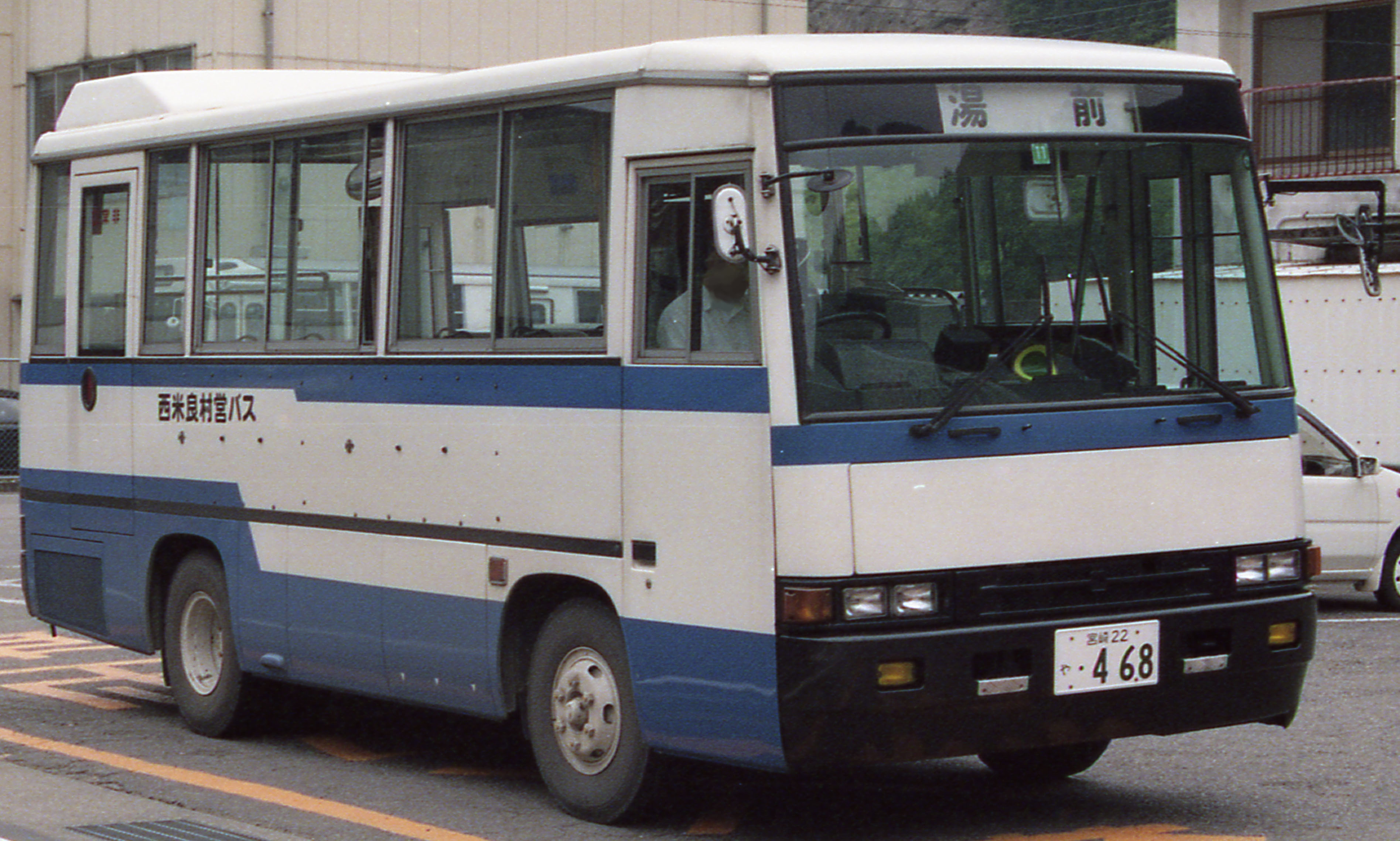
1997年当時の車両
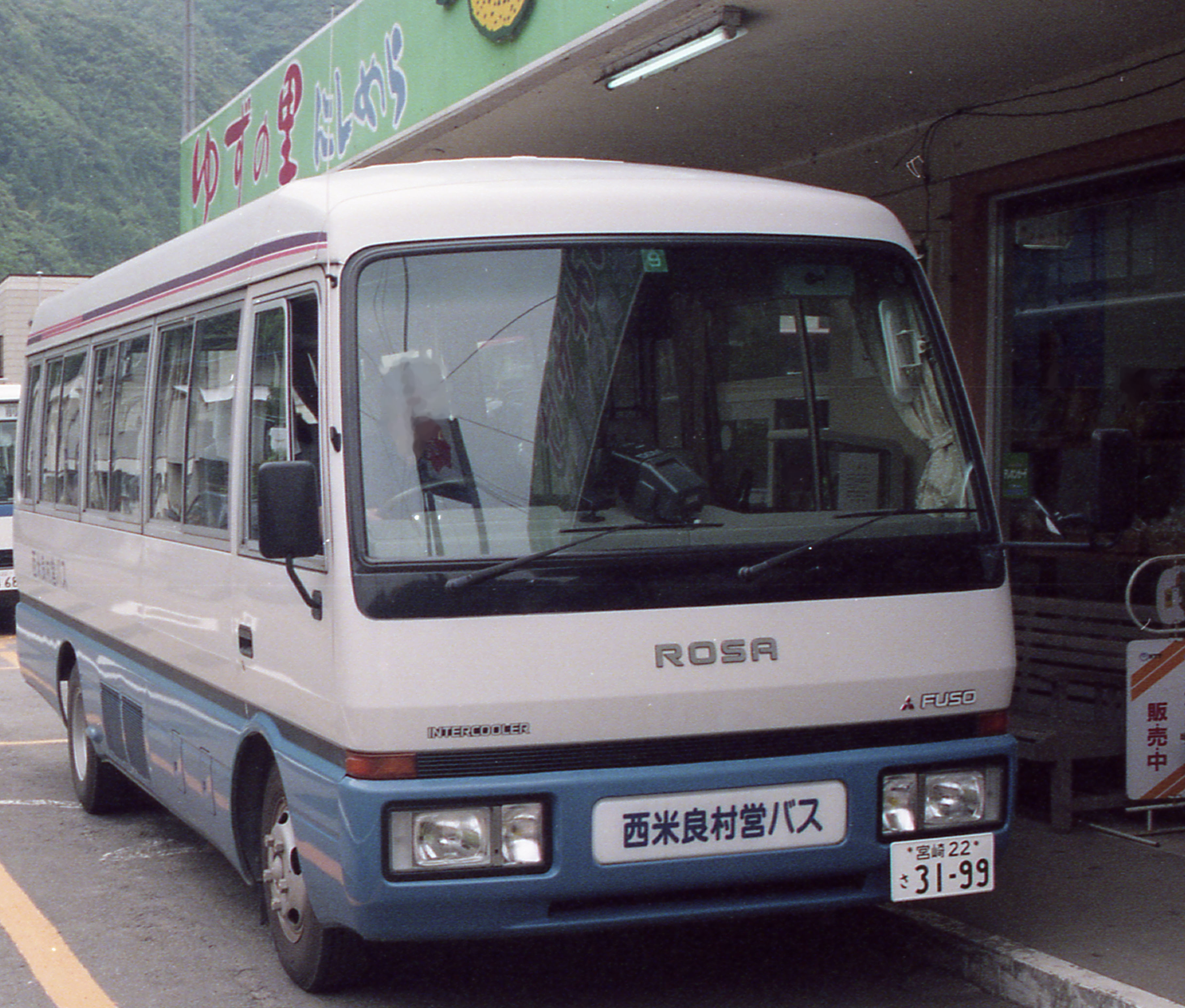
1997年当時の車両